# Селма Байрамі
Се́лма Байрамі́ (серб. Selma Bajrami *4 липня 1980, Тузла, Боснія і Герцеговина) — співачка, поп-зірка з Боснії і Герцеговини, яка здобула шалену популярність після виходу хіта «Ну і тіло Селма має» (босн. Kakvo tijelo Selma ima).
Батько Селми Фаділ (Fadil) є етнічним албанцем, що мігрував до Боснії і Герцеговини у 1965 році (в часи існування єдиної Югославії) з містечка Дяковіца (Đakovica) на південному заході краю Косово, тоді як мати є боснійкою, уродженою в Тузлі.
Як і більшість популярних поп-співаків країн кол. Югославії Селма Байрамі виконує популярний там поп-фолк, тобто попсу на основі народного мелосу.
Вже перший альбом Селми Kad suza ne bude («Коли не буде сліз»), музику і слова до пісень якого переважно створив Міліч Вукашінович (Milić Vukašinović), став доволі популярним.
Другий диск співачки було записано на студії Мічі Ніколича (Mića Nikolić).  Цей альбом мав назву Ljubav si ubio gade («Любов убив ти, гаде») і містив такі хіти, як Život liječi rane («Життя лікує рани») і Pijanico («П'яниця»). 
Після третього альбому Revolucija («Революція») співачка тимчасово залишила сцену. 
Повернення на естраду Селми Байрамі, а саме поява наступного, 4-го за ліком, альбому, що мав назву Žena sa Balkana («Жінка з Балкан») і був продюсований Деяном Абадичем (Dejan Abadić), ознаменувався новим звучанням і музичним стилем виконання пісень співачкою. Шлягери цього диску, зокрема, Nano (Нано), Škorpija («Скорпіониха»), Žena sirena («Жінка-сирена») і Bićeš moj («Будеш мій») співачка здобула ще більшу популярність, ніж раніше. А назва пісні «Жінка-сирена» взагалі стала прізвиськом співачки.
Авторами наступного диску Селми Kakvo tijelo Selma ima («Ну і тіло Селма має») були Драґан Брайович Брайя (Dragan Brajović Braja), Драґіша Баша (Dragiša Baša) і Нанін (Nanin) з рідної Тузли. Пісню Ljubavi jedina (Любов єдина) написала сама виконавиця. Цей альбом був другий за ліком спродюсований Деяном Абадичем
У 2007 році Селма Байрамі випустила свій 6-й студійний альбом Ostrvo tuge («Острів туги»), що включає хіти Promijeni se («Зміни себе»), Lijepe žene («Вродливі жінки») та заглавний сингл Ostrvo tuge («Острів туги»).

## Дискографія
- Kad suza ne bude
- Ljubav si ubio gade / «Любов убив ти, гаде» (1998)
- Revolucija / «Революція» (2001)
- Žena sa Balkana / «Жінка з Балкан» (2003)
- Kakvo tijelo Selma ima / «Ну і тіло Селма має» (2005)
- Ostrvo tuge / «Острів туги» (2007)

## Виноски
1. ↑  Oficijelne web stranice Selme Bajrami. Архів оригіналу за 21 листопада 2007. Процитовано 29 жовтня 2008. [Архівовано 2007-11-21 у Wayback Machine.]